# 植物雌激素

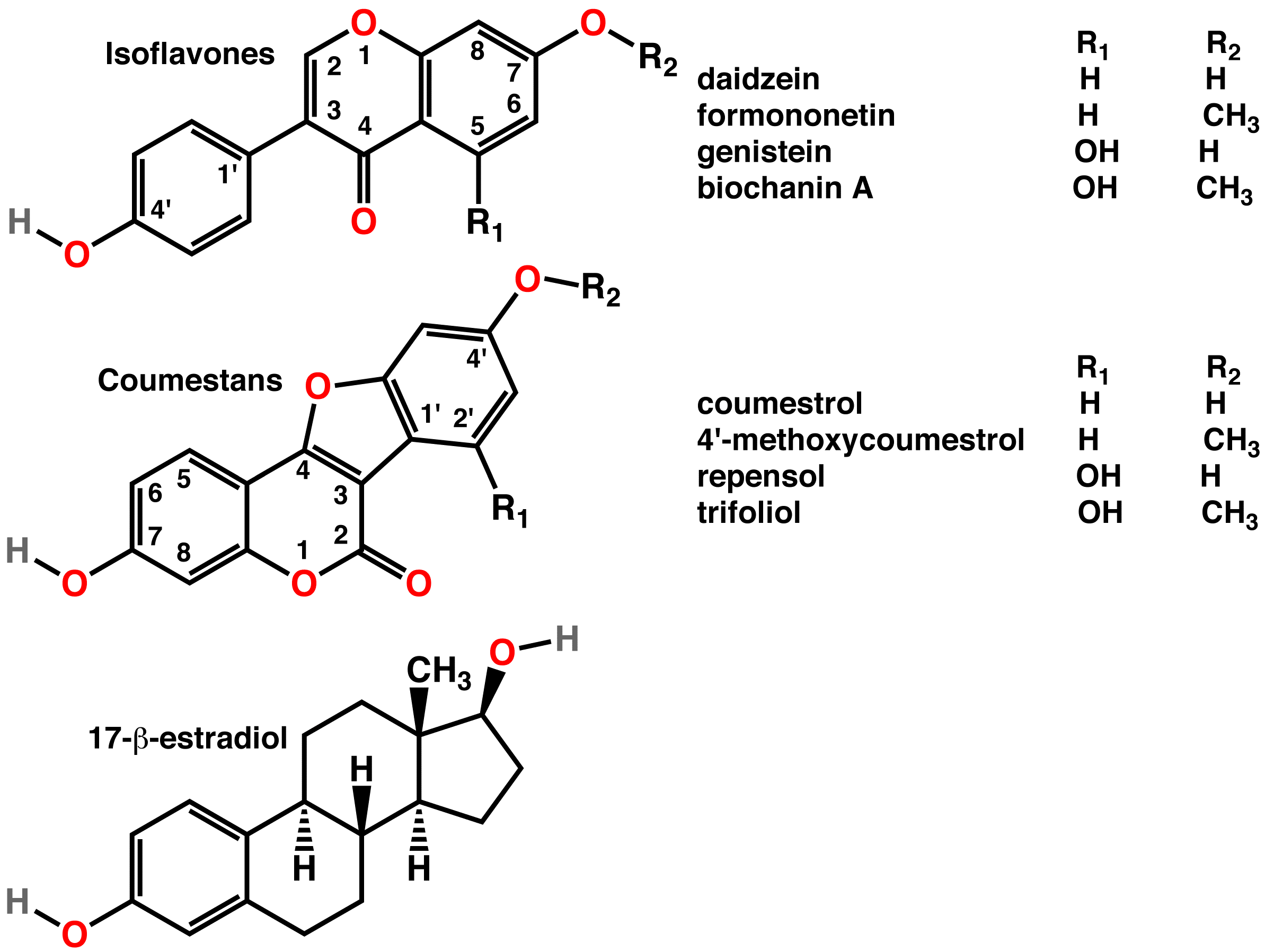
两类植物雌激素（異黃酮类与考迈斯托类）和雌激素（雌二醇）的化学结构对比

植物雌激素（英語：Phytoestrogen）是指由植物产生的環境雌激素（Xenoestrogen 或 Environmental estrogen）。能干扰內分泌系統，造成雌激素或抗雌激素作用。植物雌激素并非必须营养素。

## 人类效果
目前有关植物雌激素对人类的效果的证据都很弱。

### 女性
对于女性，目前不知道植物雌激素是否有任何防癌或促癌作用。流行病学研究提示可能有防乳腺癌作用。其他流行病学研究指出乳腺癌患者食用植物雌激素是安全的，并似乎可以降低死亡率和复发率。不清楚植物雌激素是否可以降低卵巢切除、更年期等情况所致的低雌激素有关症状。考科蓝合作组织对于以植物雌激素缓解停经的血管舒縮症狀（潮热）综述认为，没有确凿证据表明使用这些药物有任何益处，但是应进一步研究染料木素的效应。

### 男性
植物雌激素是否对男性生理有影响尚不明确，关于源自大豆的异黄酮的潜在影响存在相互矛盾的研究结果。一些研究表明，异黄酮补充对精子浓度、数量、活动性有积极影响，并增加射精量。西方国家精子数量下降和睾丸癌发病率上升可能与胎儿期饮食中异黄酮类植物雌激素含量较高有关，但这种联系尚未被明确证实。此外，虽然有一些证据表明植物雌激素可能影响男性生育能力，但更近期对现有研究的综述发现并无关联，反而表明像地中海饮食这样的健康饮食可能对男性生育能力有积极影响。研究表明，异黄酮或大豆都不会影响健康个体的男性生殖激素。

### 婴儿配方奶粉
一些研究发现，某些浓度的异黄酮可能会影响肠道细胞。在低剂量下，染料木黄酮作为弱雌激素刺激细胞生长；在高剂量下，它抑制增殖并改变细胞周期动力学。这种双相反应与染料木黄酮被认为发挥作用的方式相关。
一些综述认为需要更多研究来回答植物雌激素对婴儿可能产生什么影响的问题，但其作者没有发现任何不良影响。研究结论表明，与传统牛奶配方奶粉相比，食用大豆基配方奶粉对人类生长、发育或生殖没有不良影响。 美国儿科学会声明：“虽然分离大豆蛋白基配方奶粉可用于提供正常生长发育所需的营养，但很少有情况需要用其替代牛奶基配方奶粉。这些情况包括：(a)患有半乳糖血症和遗传性乳糖酶缺乏（罕见）的婴儿，以及(b)偏好素食饮食的情况”。